# 環有希
環 有希（たまき ゆうき、1980年2月10日 - ）は、日本の女性声優。事務所に所属せずフリーで活動している。千葉県出身。旧名：玉木 有紀子（たまき ゆきこ）。2008年4月26日付で環 有希に改名。代表作はトランスフォーマーギャラクシーフォース（コビー）など。

## 人物
2009年3月までトリトリオフィスに所属していた。

## 出演
太字はメインキャラクター。

### テレビアニメ
1999年
- おジャ魔女どれみ（1999年 - 2002年、飯塚けんた、服部二郎、おんぷのファン、おんぷのファンA）- 4シリーズ
- HUNTER×HUNTER（第1作）（ポックル）

2000年
- トランスフォーマー カーロボット（ビルドボーイ/ビルドキング）

2001年
- 仰天人間バトシーラー（迷子ーレム/マイティーゴーレム/スーパーマイティゴーレム）
- 超GALS!寿蘭（2001年 - 2002年、ガングロレッド、教師、店員、ゴリの手下、お母さん 他）
- デジモンテイマーズ（塩田博和）

2003年
- 明日のナージャ（ザビーの兄〈三男〉）
- 金色のガッシュベル!!（ニコラウス）

2004年
- 冒険王ビィト（ジーク）

2005年
- アイシールド21（雷門花子）
- 地獄少女（2005年 - 2017年、室井の母親）- 2シリーズ
- SPEED GRAPHER（上野武）
- トランスフォーマー ギャラクシーフォース（コビー）
- BLOOD+

2006年
- コヨーテ ラグタイムショー（メイ）
- 出ましたっ!パワパフガールズZ（ブッチ）

2007年
- はたらキッズ マイハム組（流れ坂のミツル）
- BLUE DROP 〜天使達の戯曲〜（エルボルー・コマンダー）

2008年
- おじゃる丸（ムコ蜂）
- モノクローム・ファクター（三上笙）

2009年
- マリー&ガリー（2009年 - 2010年、エジソン、ロボ犬）- 2シリーズ

2017年
- Dies irae（2017年 - 2018年、ウォルフガング・シュライバー）- 2シリーズ

### 劇場アニメ
- 鉄コン筋クリート（2006年、アサ）

### OVA
- おジャ魔女どれみ ナ・イ・ショ（2004年、飯塚けんた）

### ゲーム
- Dies irae 〜Amantes amentes〜（2012年、ウォルフガング・シュライバー[7]）
- 神咒神威神楽 曙之光（2013年、丁禮[8]）
- Dies irae 〜Interview with Kaziklu Bey〜（2016年、ウォルフガング・シュライバー[9]）

### ラジオ
- コヨーテ レディオショー（第9,10,11,12回ゲスト）

### CD
- デジモンテイマーズ ベストテイマーズ 6（歌：塩田博和＆ガードロモン）

### 吹き替え
- エージェント・オブ・ウォー（コンピュータ音声）